# 瓦薩省

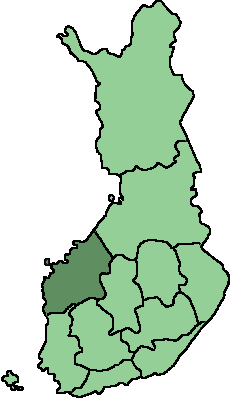
瓦薩省在芬蘭的位置（1997年）

瓦薩省（芬蘭語：Vaasan lääni）是芬蘭西部的一個舊省。
1776年由瑞典建立。1809年，劃歸沙俄。1960年中芬蘭省分出，1997年與中芬蘭省、海梅省北部和圖爾庫-波里省合併成西芬蘭省。省府瓦薩。